# 김영일 (법조인)
김영일(金榮一, 1940년 3월 13일~2024년 2월 21일)은 제30대 부산지방법원장과 헌법재판소 재판관을 역임한 법조인이다.

## 생애
1940년에 서울특별시에서 태어나 경기고등학교 졸업을 거쳐 서울대학교 법과대학을 학사 학위하고 제5회 사법시험에 합격해 1970년 대구지방법원 판사에 임용되었다. 1981년 대법원 재판연구관을 거쳐 1988년 서울민사지방법원과 1991년 서울고등법원에서 부장판사를 했다. 1997년에 서울지방법원 북부지원장을 하고 1998년에 부산지방법원장을 거쳐 헌법재판소 재판관에 내정된 상태로 대법원에 법원장급 무보직 상태로 대기하던 중 1999년 12월 30일 최종영 대법원장의 지명으로 김대중 대통령에 의해 헌법재판소 재판관에 임명되었다. 정년으로 인해 6년의 임기를 채우지 못하고 2005년 3월 11일에 퇴임식을 치른 뒤 13일에 정년퇴임하였다.
신행정수도특별법에 대한 위헌 결정 이후 헌법재판소를 향해 여당인 열린우리당으로부터 비판이 쏟아지자, 김영일 재판관은 2005년 3월 11일에 있었던 퇴임식에서 "지난해 헌법재판소가 내린 중요한 결정들을 폄하하는 이런 지각 없는 행위를 자행하는 사람들이 진정 나라를 위하고 헌법을 수호하자 하는 국민들의 의사를 대변하고 있는 것인지 대단히 의심스럽습니다."고 발언하였다. 또한 "헌법재판소 구성을 다양화해야 한다"는 열린우리당 일각의 헌법재판소법 개정 움직임에 대해서도 "법의 고유 의미를 찾고 헌법정신을 해석하는 작업은 오랜 세월 법을 해석하고 국민의 기본권을 지키며 흔들림없이 헌법정신을 찾아온 법률가만이 할 수 있다"면서, "법 정신을 찾고, 의미를 전달하는 작업은 오랜 생활 국민의 기본권과 헌법정신을 흔들림 없이 찾아온 법률가만이 할 수 있다"고 강조하며, "정치적 감각이 헌법을 해석하는 데 도움을 줄 수 있지만 헌재 결정에 영향을 준다면 국민의 기본권은 헌법의 장식물에 그칠 뿐"라고 발언했다.
판교 신도시가 예정된 경기도 성남시 분당구 하산운동 일대의 농지법에 의해 농사를 짓는 도시 주거자만 살 수 있 논 1,389㎡을 2000년 2월에 부인의 이름으로 평당 50만원에 매입했다가 2004년 1월 평당 148만원인 6억 2천여만원에 한국토지공사에 수용된 이후 용인의 밭 1,150㎡을 부인의 명의로 7억6천5백여만원에 매입한 사실이 드러나자 김영일은 "논을 산 다음 곧바로 밭으로 형질을 바꿔 실제 농사를 지었다"고 하면서  "농사를 짓는 땅과 집까지의 거리인 통작거리 또한 법이 정한 이내인 만큼 법적으로 아무런 문제가 없다"고 했다.
헌법재판관에서 퇴임한 이후인 2005년 6월 9일 국회도서관에서 열린 한나라당이 주최한 정치 지망생을 상대로 개설한 정치학교인 P-마트 초청 강연에서 수도 이전은 위헌이라고 하면서도 관습헌법에 대해선 동의하지 않았던 자신의 입장을 전하며 "헌법재판소가 서울이 수도라는 것에 대해 관습헌법이라고 못 박아놓으니 정부가 당초 계획안에서 이것저것 빼고 지방으로 옮긴다고 하는 것이다. 수도를 옮기는 비상조치에 대해 5년 단임인 대통령이 자기 마음대로 할 수 없는 만큼 국민투표에 부칠 수 있는 헌법 72조를 적용했어야 했다"

## 주요 판결
서울고등법원 특별6부 재판장으로 재직하던 1992년 9월 22일에 "아파트 착공 당시 대지였고 사업허가조건으로 집중호우에 대비할 것을 지시하여 옹벽, 석축을 건설한 대지개량을 했다는 이유로 개발이익환수에 관한 ㄴ법률에서 규정한 택지조성사업으로 본 것은 잘못이다"면서 "성동구청은 43억원의 개발부담금 부과를 취소하라"며 원고승소 판결했다. 이것은 시행 2년째인 개발부담금제에 대한 법원의 첫 판결이다. 11월 6일에는 국제노동기구 기본조약 비준 및 노동법 개정을 위한 전국노동자대회를 경찰이 금지한 것은 부당하다며 청구한 옥외집회 금지통고처분 효력정지 가처분신청을 받아들여 "금지처분의 효력을 취소한다"고 했다.